# Коуэн, Фредерик Хаймен
Сэр Фре́дерик Ха́ймен Ко́уэн (англ. Frederic Hymen Cowen, при рождении — Cohen; 29 января 1852, Кингстон, Ямайка — 6 октября 1935, Лондон) — английский пианист, композитор и дирижёр. Наряду с Хьюбертом Пэрри, Чарльзом Стэнфордом, Александром Маккензи и Артуром Салливаном, один из виднейших деятелей Английского музыкального возрождения рубежа XIX—XX веков. Особенную значимость имела его «Скандинавская» симфония, исполненная в декабре 1880 года и ставшая первой за долгое время действительно успешной английской симфонией. Она же оставалась самой исполняемой английской симфонией вплоть до появления Первой Эдуарда Элгара (1908).

## Биография

### Детство и образование
Коуэн родился 29 января 1852 года в столице Ямайки Кингстоне в еврейской семье Фредерика Огастаса Коэна (Frederick Augustus Cohen) и Эмили Коэн (Emily Cohen), урождённой Дэвис (Davis). Был пятым и последним ребёнком. В четыре года (1856) переехал с родителями в Лондон, где его отец занимал должность казначея (treasurer) в оперном Театре Её Величества. Мальчик занимался музыкой у пианиста Генри Расселла. В шесть лет опубликовал вальс (Minna-waltz), в восемь сочинил первую оперетту на сюжет о Гарибальди, либретто написала его кузина Розалинда. Далее учился у Юлиуса Бенедикта (фортепиано) и Джона Госса (гармония). Обладая незаурядными способностями, уже 17 декабря 1863 года Коуэн выступил в зале Театра Её Величества с первым сольным концертом, а в июне следующего года (1864) исполнял ре минорный концерт Мендельсона в Дадли-Хаусе (Dudley House), резиденции графа Дадли, секретарём которого работал его отец. В этом концерте принимали участие также Йозеф Иоахим и Чарльз Сэнтли. Там же 22 июня 1865 года было исполнено Фортепианное трио Ля мажор Коуэна. Партию фортепиано играл он сам, скрипки — Йозеф Иоахим, виолончели — по разным сведениям, Альфредо Пиатти или Алессандро Пецце.
Осенью 1865 года Коуэн принял участие в конкурсе, устраиваемом Лейпцигской консерваторией, и получил стипендию на три года обучения там. Родители вынудили его отказаться от него (стипендия досталась Свиннертону Хипу). Он был зачислен туда же, но на правах обычного студента. Таким образом сохранилась его зависимость от родителей. Учителями Коуэна (под наблюдением Эрнста Фридриха Рихтера) в Консерватории стали Карл Рейнеке (композиция), Игнац Мошелеса (фортепиано), Мориц Гауптман (гармония и контрапункт) и Фердинанд Давид (камерный ансамбль). Он был знаком с Саломоном Ядассоном и Эрнстом Венцелем, брал частные уроки фортепиано у Луи Плайди. В январе 1866 года в Консерватории был исполнен Струнный квартет до минор Коуэна. Среди его соучеников особенно стоит отметить Юхана Свенсена, который уже через год (1867) создал свою Первую симфонию.
Разразившаяся всего через год Австро-прусская война прервала занятия Коуэна в Лейпциге, и он вынужден был вернуться на родину. Вскоре Коуэн уехал в Берлин, где поступил в октябре 1867 года в Консерваторию Штерна. Там он учился композиции у Фридриха Киля и Карла Тауберта, брал уроки фортепиано у Карла Таузига. Там же он начал дирижировать. К этому периоду относятся встречи Коуэна с Листом в Веймаре, с Брамсом, Гансликом и Хансом Рихтером в Вене. Менее чем через год (1868) он снова вернулся в Лондон. Там он продолжил заниматься фортепиано с Чарльзом Халле и стал завоёвывать славу виртуоза, выступая в Хрустальном дворце и Филармоническом обществе.

### Профессиональная деятельность
Ещё после его приезда из Лейпцига, 8 сентября 1866 года, в Ковент-Гардене была исполнена Увертюра ре минор Коуэна. Настоящим успехом стала премьера 9 декабря 1869 года в Лондоне в Сент-Джеймс холле Первой симфонии (до минор) и Фортепианного концерта (ля минор), ныне утраченных. Это стало отправной точкой в формировании «взрослой» композиторской репутации Коуэна. Он всё реже появлялся на публике в качестве пианиста. Одновременно он пробует себя в дирижировании. Интерес к опере приводит его в гастролирующую по Британии и Ирландии труппу полковника Мэплсона, где он работает аккомпаниатором. В 1870 году в Лондоне исполняют кантату Коуэна «Дева-роза», в 1872 году в Ливерпуле — Вторую симфонию (Фа мажор; как и Первая, считается утраченной). В 1871 году он пишет музыку к пьесе «Орлеанская девственница», в 1874 — оперетту «One Too Many». Первая опера Коуэна, «Полина» (по пьесе Эдварда Бульвер-Литтона «Леди из Лиона»), была поставлена в 1876 году Оперной компанией Карла Розы в Лицеуме, не без успеха. В том же году по просьбе дирижёра Майкла Косты он пишет для Бирмингемского музыкального фестиваля кантату «Корсар» (по Байрону). В 1878 году для Брайтона появляется кантата «Потоп».
В 1870-е годы Коуэн много путешествует, посещая Германию, Италию, даже США. Трижды он был в Скандинавии с французской певицей контральто Требелли. Под впечатлением от этих поездок он пишет Третью симфонию («Скандинавскую», до минор). Её премьера 18 декабря 1880 года приносит композитору настоящую славу. Она была популярна и за границей, игралась в Будапеште, Вене, Праге, Париже, Кёльне, Штутгарте, Аахене, в Британии и США, став самой исполняемой английской симфонией вплоть до появления Первой Эдуарда Элгара (1908). «Таймс» объявила её «самой важной английской симфонией за многие годы» (the most important English symphony for many years). Коуэн стал получать всё больше предложений как дирижёр, и именно это стало его основным занятием. В 1880 году он заменил Артура Салливана на посту дирижёра Променадных концертов. В 1884 году он имел пять концертов с Лондонским филармоническим обществом. В 1888 году, после ухода Салливана, стал его постоянным дирижёром. Тогда же он потратил шесть месяцев на поездку в Мельбурн, чтобы дирижировать на Выставке, посвящённой столетию присоединения Австралии к Британской Империи (Australian Centennial Exhibition). Ему заплатили 5000 фунтов, что являлось огромной суммой. В 1892 году Коуэн покинул свой пост из-за ссоры с руководством Общества (он заявил, что имел слишком мало времени на подготовку Пасторальной симфонии Бетховена). Он снова занимал его в 1900—1907 годах. В 1896 году он стал главным дирижёром Оркестра Халле, сменив на этом посту его скончавшегося основателя Чарльза Халле. Спустя три года (1899) это место досталось Хансу Рихтеру. В 1896 же году Коуэн возглавил Ливерпульское филармоническое общество. Эту должность он оставил лишь в 1913 году. Коуэн был главным дирижёром Хорового общества Брадфордского фестиваля (с 1897), Брадфордского постоянного оркестра (Bradford Permanent Orchestra; 1899—1902), Фестиваля в Скарборо (1899), Шотландского оркестра (1900—1910), Кардиффского музыкального фестиваля (1902—1910) и проводившихся в Хрустальном дворце Генделевских фестивалей (1903—1923).
В Лондонской филармонии Коуэну удалось достичь высот игры, его программы отличались широтою и разнообразием. При нём улучшилось финансовое положение Общества. Дирижёрским искусством Коуэна восхищался Элгар, оно было широко признано и уважаемо. Впрочем, Бернард Шоу был им недоволен. Сдержанная скромность Коуэна была вытеснена интересом к более претенциозному дирижированию Лэндона Роналда и Генри Вуда.
Коуэн был удостоен степени почётного доктора Кембриджским (1900, в один год с Элгаром) и Эдинбургским (1910) университетами, 6 июля 1911 года возведён в рыцарское звание. С этого момента он писал мало музыки и сосредоточился на литературном творчестве. Написал монографии про Гайдна, Мендельсона, Моцарта и Россини. В 1913 году вышла в свет его автобиография «Моё искусство и мои друзья» (My Art and my Friends). Скончался 6 октября 1935 года и похоронен на еврейском кладбище Голдерс-Грин в Лондоне.

## Семья
Коуэн был женился 23 июля 1908 года на Фредерике Гвендолин Ричардсон (Frederica Gwendoline Richardson), которая была тридцатью годами моложе него. Детей у них не было. Жена пережила его на сорок лет и умерла в 1971 году в городе Хоув в Восточном Суссексе.

## Сочинения

### Общая характеристика
Обыкновенно считается, что, как и Салливан, Коуэн обладал даром к написанию более лёгкой музыки, нежели серьёзной. Таким образом, его устремления лежали за границами его возможностей. Успех «Скандинавской» симфонии можно объяснить во многом качеством оркестровки, и особенно лёгкостью и простотой второй и третьей её частей. Коуэн был изобретателен, любил пошутить и «поиграть» со слушателем: это видно из двух сюит «Язык цветов» (1880 и 1914), балетной сюиты «В волшебной стране» (1896), концертной увертюры «Бал бабочек» (1901), странно-экзотической «Индийской рапсодии» (1903). Преимущественно эта лёгкость мысли губит его симфонии и оратории, но иногда ему удаётся через неё переступить, и тогда появляются сочинения более серьёзные, как «Ода страстям» (1898). То же касается оперы: оперетты Коуэну удавались (как и Салливану), серьёзные же оперы успеха не имели. Из более чем трёхсот песен Коуэна многие удерживаются в репертуаре и поныне.
После появления Первой симфонии Элгара музыкальный мир Англии быстро начал меняться, перемены усилились после Первой мировой войны. Сочинения Коуэна оказались забыты и пребывают в таком состоянии до сих пор, несмотря на некоторые попытки возвратить их миру.

### Список произведений
Ниже перечислены наиболее значимые сочинения Коуэна. Более полный список можно найти в статье в английской Википедии и в словаре Гроува.

#### Оперы
- «Полина» (Pauline; 1876),
- «Торгрим» (Thorgrim; 1890),
- «Сигна» (Signa; 1893),
- «Гарольд, или Норманнское завоевание» (Harold, or The Norman Conquest; 1895).

#### Оратории
- «Потоп» (The Deluge; 1878),
- «Руфь» (Ruth; 1887),
- «Песнь благодарения» (Song of Thanksgiving; 1888),
- «Преображение» (The Transfiguration; 1895),
- «Возлюбленному Своему Он дает сон» (He Giveth His Beloved Sleep; 1907),
- «Покров» (The Veil; 1910).

#### Кантаты
- «Дева-роза», соч. 3 (The Rose Maiden; 1870),
- «Корсар» (The Corsair; 1876),
- «Святая Урсула» (St Ursula; 1881),
- «Спящая красавица» (The Sleeping Beauty; 1885),
- «Джон Гилпин» (John Gilpin; 1904).

#### Произведения для оркестра

##### Симфонии
- Симфония № 1 c-moll (1869; утрачена),
- Симфония № 2 F-dur (1872; утрачена),
- Симфония № 3 c-moll «Скандинавская» (1880),
- Симфония № 4 b-moll «Уэльская» (1884),
- Симфония № 5 F-dur «Кембриджская»[6] (1887),
- Симфония № 6 E-dur «Идиллическая» (1897).

##### Увертюры
- Увертюра d-moll (1866),
- Фестивальная увертюра (для Норвичского фестиваля, 1872),
- «Ниагара», характеристическая увертюра C-dur (Хрустальный дворец, 1881),
- Увертюра D-dur (для Ливерпульской выставки, 1886)
- «Бал бабочек», концертная увертюра (Куинс-холл, 1901).

##### Прочие
- «Язык цветов», сюита (The Language of Flowers; 1880),
- Синфониетта A-dur (1881),
- «В стародавние времена», сюита для струнного оркестра D-dur (In the Olden Time ; 1883),
- «В волшебной стране», балетная сюита (In Fairyland; 1896),
- Четыре английских танца в старинном стиле (Four English Dances in the Olden Style; 1896),
- Английские танцы в старинном стиле (Suite of English Dances, Set II; 1905),
- «Фантазия о жизни и любви» (A Phantasy of Life and Love, для Глостерского фестиваля, 1901 (1901))
- Две пьесы: «Мелодия», «К Испании» (2 Morceaux: Melodie, A l’espagne; 1901),
- Коронационный марш (Coronation March; 1902),
- «Индийская рапсодия» (Indian Rhapsody, для Херефордского фестиваля, 1903),
- «Месяцы» (The Months; 1912),
- «Язык цветов», сюита № 2 (The Language of Flowers; 1914),
- «Миниатюрные вариации» (Miniature Variations; 1934).

#### Концерты
- Концерт для фортепиано с оркестром a-moll (1869; утрачен),
- Концертная пьеса для фортепиано с оркестром B-dur (1897), написана для Игнация Падеревского (впервые исполнена им в 1900 году в Лондоне),
- «Грёза» для скрипки с оркестром (Rêverie; 1903).

#### Камерная музыка
- Фортепианное трио № 1 A-dur (1865),
- Струнный квартет c-moll (1866),
- Фортепианное трио № 2 a-moll (1868).

#### Фортепианные сочинения
- Minna-Waltz (1858),
- Три вальса-каприса (3 valses caprices),
- Рондо в турецком стиле (Rondo à la Turque),
- Фантазия на темы «Волшебной флейты» (Fantasy on The Magic Flute; 1870),
- «Кокетка» (La coquette; 1873),
- «Феи цветов», сюита (Flower Fairies),
- Маленькая танцевальная сцена (Petite scène de ballet),
- Соната.

## Записи
- (1989/1990)[7] Коуэн. Симфония № 3 «Скандинавская», концертная увертюра «Бал бабочек», «Индийская рапсодия». — Государственный филармонический оркестр Кошице, дирижёр Эдриан Липер (Adrian Leaper). — Marco Polo (Naxos) 8.223273. Этот диск считается неудачным, вероятно, из-за допущенной при записи ошибки.[8]
- (2005/2006) Коуэн. Симфония № 6 «Идиллическая». Кольридж-Тейлор. Симфония a-moll. — Орхусский симфонический оркестр, дирижёр Дуглас Босток (Douglas Bostock). — ClassicO CLASSCD 684.
- (2010/2011) Коуэн. Концертная пьеса B-dur для фортепиано с оркестром. Сомервелл. Фортепианный концерт, «Нормандия». — Шотландский симфонический оркестр BBC, дирижёр Мартин Брэббинс (Martyn Brabbins). — Hyperion CDA67837 (The Romantic Piano Concerto, Vol 54).